# Narian-Mar
Narian-Mar (em russo:  Нарьян-Мар; nenets: Няръянa мар "," Mar Nyar'yana, lit. "cidade vermelha") é uma cidade e centro administrativo da Nenétsia, na Rússia. É um porto de mar e um porto fluvial na margem direita do rio Pechora , 110 km de distância do mar de Barents. Narian-Mar fica a norte do Círculo Polar Ártico, a sul de Andeg e leste de Oksino. O censo de 2002 indicou uma população de 18 611, contra 20 182 registrados no censo de 1989. Em 1973, a população era de 17 000. A cidade é servida pelo Aeroporto de Narian-Mar.

## Geminações
- Arcangel, Oblast de Arcangel, Rússia
- Ukhta, República de Komi, Rússia
- Zelenograd, Moscovo, Rússia
- Usinsk, República de Komi, Rússia
- Mariupol, Oblast de Donetsk, Ucrânia
- Kautokeino, Finnmark, Noruega [2]

## Ligações Externas
- Google Maps